# Seicheles nos Jogos Olímpicos de Verão de 2004
Seicheles competiu nos Jogos Olímpicos de Verão de 2004, em Atenas, na Grécia.